# Žitorađa
Žitorađa o Zitoradja (en cirílico serbio Житорађа) es una localidad y municipio del distrito de Toplica, uno de los dieciocho ókrug en que está dividida Serbia Central, la región histórica de Serbia. Se encuentra a 35 km al suoriente de la ciudad de Niš.

## Historia
Los primeros reportes de Žitorada en cuanto a región habitada datan del siglo IV, y como la ciudad bizantina de “Žitoradsko kale”. La iglesia latiana de Glašince, un poblado cercano a Žitorada, es de ese periodo. En el siglo VII “Žitoradsko kale” fue habitada por personas serbias.
En 1877 Žitorada fue liberada de una largo periodo de esclavitud turca. Este evento se considerado el fundador desde el punto de vista municipal.

## Características
En 2002, la población de la localidad era de 3.543 habitantes, mientras que la de la municipalidad era de 18.207. Su economía es mayotitariamente agrícola.

## Ciudadanos notables
La cantante serbia de turbo-folk Svetlana "Ceca" Ražnatović, nació en esta localidad.